# III. Olimpijske igre – St. Louis 1904.
III. Olimpijske igre – St. Louis 1904.
III. Olimpijske igre su održane u gradu St. Louisu u SAD. Iako je u početku MOO odabrao Chicago kao grad domaćin, priredba je kasnije premještena u St. Louis. Slično kao i prethodne Igre u Parizu i ove su OI održane kroz nekoliko mjeseci kao popratna manifestacija uz Svjetsku izložbu. Čak su sama športska natjecanja održavana paralelno brojnim drugim športskim natjecanjima, ali su se ipak razlikovala od njih naznakom 'olimpijska'. Nažalost, zbog specifičnih prilika u većini su natjecanja sudjelovali samo natjecatelji iz SAD, tako da su čak neke discipline i športovi, u odsustvu natjecatelja iz drugih zemalja, proglašena Nacionalnim prvenstvom SAD.
Bile su to prve Igre na kojima su službeno dodjeljivane sve tri medalje (zlato, srebro, bronca).

## Popis športova
| - atletika - boks - biciklizam - dizanje utega - golf - gimnastika - hrvanje - lacrosse - mačevanje |  | - nogomet - plivanje - potezanje konopa - tenis - roque (inačica kroketa) - skokovi u vodu - streličarstvo - vaterpolo - veslanje |

Kao demonstracijski šport prezentirana je košarka.

## Tablica osvojenih medalja
(Medalje domaćina posebno istaknute)
| Olimpijske igre 1904 |                  |       |        |        |        |
| Plasman              | Država           | Zlato | Srebro | Bronca | Ukupno |
| 1                    | SAD              | 78    | 82     | 79     | 239    |
| 2                    | Njemačka         | 4     | 4      | 5      | 13     |
| 3                    | Kuba             | 4     | 2      | 3      | 9      |
| 4                    | Kanada           | 4     | 1      | 1      | 6      |
| 5                    | Mađarska         | 2     | 1      | 1      | 4      |
| 6                    | Mješoviti tim    | 1     | 1      | 0      | 2      |
| 7                    | Velika Britanija | 1     | 1      | 0      | 2      |
| 8                    | Grčka            | 1     | 0      | 1      | 2      |
| 9                    | Švicarska        | 1     | 0      | 1      | 2      |
| 10                   | Austrija         | 0     | 0      | 1      | 1      |
|                      |                  | 96    | 92     | 92     | 280    |